# (You Gotta) Fight for Your Right (To Party!)
„(You Gotta) Fight for Your Right (to Party!)” (lub „Fight for Your Right”) – piosenka nagrana przez amerykańską grupę Beastie Boys, która została wydana jako czwarty singiel z ich debiutanckiego albumu Licensed to Ill (1986). Jest to jeden z najbardziej rozpoznawalnych utworów zespołu, który dotarł do miejsca 7. na liście Billboard Hot 100 w 1987 roku. Kompozycja znalazła się później na liście 500. piosenek, które ukształtowały rock & roll. Beastie Boys umieścili przebój na albumach kompilacyjnych, The Sounds of Science (1999) oraz Solid Gold Hits (2005).

## Historia
Jak na ironię, piosenka napisana przez Adama Yaucha i przyjaciela zespołu Toma „Tommy Triphammer” Cushmana (pojawił się w teledysku), miała w zamierzeniach twórców parodiować utwory traktujące o imprezach, czy zachowaniu ludzi, takie jak „Smokin' in the Boys Room” i „I Wanna Rock”. Jednak ten sarkazm nie został dostrzeżony przez słuchaczy. Mike D skomentował to w ten sposób:

Jedyną rzeczą, która mnie smuci, jest to że moglibyśmy wzmocnić pewne wartości niektórych ludzi wśród publiczności, kiedy nasze prywatne wartości były właściwie zupełnie inne. Była masa ludzi śpiewających wspólnie by „walczyć dla siebie (Fight for Your Right)”, którzy byli nieświadomi faktu, że muzycy robili sobie z nich żarty.

## Teledysk
Wyreżyserowany przez Rica Menello i Adama Dubina film, zawierał wiele elementów, które wzorowały się na horrorze George’a A. Romero, Świt żywych trupów. W wideoklipie miało miejsce wiele epizodycznych ról, jak choćby kolega z Def Jam LL Cool J, członkowie punk-rockowej grupy Murphy’s Law, a także producent Beastie Boys, Rick Rubin, który pojawił się w koszulce z nadrukiem formacji AC/DC oraz Slayer, które także miały wtedy podpisaną umowę z wytwórnią Def Jam. 
W klipie pojawiła się również Tabitha Soren, której włosy zostały ufarbowane na blond na potrzeby teledysku. Dostała ona możliwość pojawienia się w filmie, ponieważ znała się z Rubinem, a także uczęszczała do okolicznej uczelni New York University. Później powiedziała, że „ciężko pracowała, by nie dostać brejowatym tortem”. Użyta do niego bita śmietana pochodziła ze śmietników supermarketu, ponieważ okazało się, że nie znalazły się pieniądze na zakup produktu. „Śmietana była zatem zjełczała i miała obrzydliwy zapach. Kiedy wszyscy się pozbyli placków, woń unosząca się w pomieszczeniu przypominała zapach zepsutych jajek. Chciało się wymiotować” – powiedziała potem Soren.

## Wyróżnienia
| Rok  | Wydawca      | Kraj              | Lista                                         | Pozycja |
| ---- | ------------ | ----------------- | --------------------------------------------- | ------- |
| 1999 | MTV          | Stany Zjednoczone | „100 Greatest Music Videos Ever Made”         | 66      |
| 2003 | Q            | Wielka Brytania   | „The 1001 Best Songs Ever”                    | 121     |
| 2006 | Q            | Wielka Brytania   | „100 Greatest Songs Of All Time”              | 51      |
| 2009 | The Guardian | Wielka Brytania   | „1000 Songs Everyone Must Hear” (Party Songs) | *       |
| 2014 | NME          | Wielka Brytania   | „500 Greatest Songs Of All Time”              | 166     |

(*) Miejsce na liście jest nieokreślone.

## Listy przebojów
| Kraj              | Lista (1987)            | Pozycja |
| ----------------- | ----------------------- | ------- |
| Niemcy            | Media Control Charts    | 25      |
| Holandia          | Single Top 100          | 10      |
| Belgia            | Ultratop 50 (Flandria)  | 16      |
| Nowa Zelandia     | Official NZ Music Chart | 17      |
| Wielka Brytania   | UK Singles Chart        | 11      |
| Stany Zjednoczone | Billboard Hot 100       | 7       |